# Alfred Sulik
Alfred Sulik (ur. 29 września 1931 w Mysłowicach) – polski piłkarz, historyk, dr hab., propagator historii Mysłowic.

## Życiorys
W 1946 roku rozpoczął karierę piłkarską w juniorach Lechii 06 Mysłowice. W latach 1948–1949 wystąpił w pięciu meczach reprezentacji Śląska juniorów. W 1949 roku został promowany do seniorskiej kadry Lechii. W 1950 roku został piłkarzem Budowlanych Chorzów. W barwach tego klubu rozegrał w sezonie 1951 w I lidze piętnaście meczów, w których strzelił cztery bramki. W latach 1951–1955 był piłkarzem Pomorzanina Toruń. Następnie grał w Warcie Zawiercie.
Uczęszczał do mysłowickiej Szkoły Podstawowej nr 2, a następnie do I Liceum Ogólnokształcącego, w którym w 1950 roku zdał egzamin maturalny. W 1951 roku podjął studia na Uniwersytecie Mikołaja Kopernika w Toruniu. W 1965 roku doktoryzował się na Uniwersytecie Jagiellońskim na podstawie rozprawy Rozwój miasta Mysłowic pod wpływem industrializacji do 1914 roku. W 1984 roku uzyskał habilitację na Uniwersytecie Śląskim. W latach 1960–1998 był wykładowcą na Akademii Ekonomicznej w Katowicach, ponadto w latach 1987–1990 pełnił na uczelni funkcję prorektora. W 1989 roku został mianowany profesorem nadzwyczajnym Akademii Ekonomicznej. Wykładał także na Górnośląskiej Wyższej Szkole Handlowej im. Wojciecha Korfantego w Katowicach. W trakcie kariery naukowej specjalizował się w historii gospodarki.
Od końca lat 50. XX w. działał na rzecz popularyzacji historii Mysłowic. W latach 1959–1961 współorganizował obchody 600-lecia miasta, był ponadto autorem licznych biuletynów, szkiców i artykułów na ten temat. Był również autorem monografii Mysłowic oraz innych książek na temat historii miasta.
Otrzymał Nagrodę im. ks. Augustina Weltzla „Górnośląski Tacyt” za 2011 rok.